# Скотт (округ, Іллінойс)
Шаблон:StateAbbr_ 39°39′ пн. ш. 90°29′ зх. д. / 39.65° пн. ш. 90.48° зх. д.
Округ  Скотт (англ. Scott County) — округ (графство) у штаті Іллінойс, США. Ідентифікатор округу 17171.

## Історія
Округ утворений 1839 року.

## Демографія
За даними перепису 
2000 року 
загальне населення округу становило 5537 осіб, усе сільське.
Серед мешканців округу чоловіків було 2672, а жінок — 2865. В окрузі було 2222 домогосподарства, 1562 родин, які мешкали в 2464 будинках.
Середній розмір родини становив 2,98.
Віковий розподіл населення поданий у таблиці:
| Стать    | До 15 років | 15-21 | 22-29 | 30-39 | 40-49 | 50-65 | 65-85 | Понад 85 |
| -------- | ----------- | ----- | ----- | ----- | ----- | ----- | ----- | -------- |
| Чоловіки | 573         | 250   | 223   | 375   | 431   | 447   | 337   | 36       |
| Жінки    | 549         | 294   | 235   | 384   | 402   | 459   | 437   | 105      |

## Суміжні округи
- Морган — схід
- Ґрін — південь
- Пайк — захід

## Виноски
1. ↑  U.S. Decennial Census. United States Census Bureau. Архів оригіналу за 19 липня 2018. Процитовано 8 липня 2014.
2. ↑  Historical Census Browser. University of Virginia Library. Архів оригіналу за 11 серпня 2012. Процитовано 8 липня 2014.
3. ↑  Population of Counties by Decennial Census: 1900 to 1990. United States Census Bureau. Архів оригіналу за 24 квітня 2014. Процитовано 8 липня 2014.
4. ↑  Census 2000 PHC-T-4. Ranking Tables for Counties: 1990 and 2000 (PDF). United States Census Bureau. Архів оригіналу (PDF) за 18 грудня 2014. Процитовано 8 липня 2014.
5. ↑  State & County QuickFacts. United States Census Bureau. Архів оригіналу за 18 липня 2011. Процитовано 8 липня 2014. [Архівовано 2011-06-07 у Wayback Machine.](англ.) Наведено за англійською вікіпедією.
6. ↑  American FactFinder. Бюро перепису населення США. Архів оригіналу за 26 лютого 2012. Процитовано 31 січня 2008. [Архівовано 2008-05-21 у Wayback Machine.]

| США | Це незавершена стаття з географії США. Ви можете допомогти проєкту, виправивши або дописавши її. |